# Граничі (Молодечненський район)
Граничі (біл. вёска Гранічы) — село в складі Молодечненського району Мінської області, Білорусь. Село є адміністративним центром Границької сільської ради, розташоване в західній частині області.

## Історія
З 1793 після другого розділу Речі Посполитої Граничі, як і вся Вілейщина, входила до складу Російської імперії, був утворений Вілейський повіт у складі спочатку Мінської губернії, а з 1843 - Віленської губернії.
У 1919 році 2-й полк піхоти Легіонів воював проти більшовиків під Граніце.
У 1921–1945 роках маєток знаходилось у Польщі, у Вільнюськім воєводстві, Вілейського повіту, у гміні Костеневичі.

## Населення
- 1921 рік — 301 людини, 48 будинків[1]
- 1931 рік — 362 людини, 59 будинків[2].